# 早瀬公忠
早瀬 公忠（はやせ きみただ、1940年9月5日 - 2012年5月7日）は、日本の短距離走選手。
1960年ローマオリンピックと1964年東京オリンピックに出場した。日本陸上競技選手権大会男子400ｍで4度優勝している（1958，1960，1962，1964年）。
インドネシアのジャカルタで開催された1962年アジア競技大会に出場し、400mと4×400リレーで銅メダルを獲得した。